# 広島市環境局中工場
広島市環境局中工場（ひろしましかんきょうきょくなかこうじょう）は、広島県広島市中区にある清掃工場。
かつて同地にあった清掃工場が、老朽化に伴い2004年に建て替えられた。ネガティブなイメージに捉えられやすいゴミ処理場を、美術館のような見せる造りにしてポジティブな方向へ活かした作品。2005年BCS賞、2008年公共建築賞受賞。

## 諸元
- 焼却設備 : 全連続燃焼式ごみ焼却炉（24時間連続燃焼式ストーカ炉）×3基[3][2]
- 焼却能力 : 600t/日(200t/日×3基)[3][2]
- 発電能力 : 15,200kW[2]

旧工場は処理能力400t/日であったが建て替えにより処理能力を向上させた。高温完全焼却を自動化運転で行っている。有害物質を除去し、騒音・悪臭を外部に出さないよう周辺に配慮している。溶融スラグは道路舗装材に、焼却炉の余熱は工場内の冷暖房・給湯に利用、蒸気タービン発電機による発電能力を持ち工場内施設で消費、余剰電力を電力会社へ売電する、などリサイクルが進められている。工場見学もできる（要予約）。
なお、余熱は吉島屋内プールにも利用されていたが、中区の光南にあった旧プールは2023年8月末で閉場し、2023年9月末に南吉島に新築移転することになった。

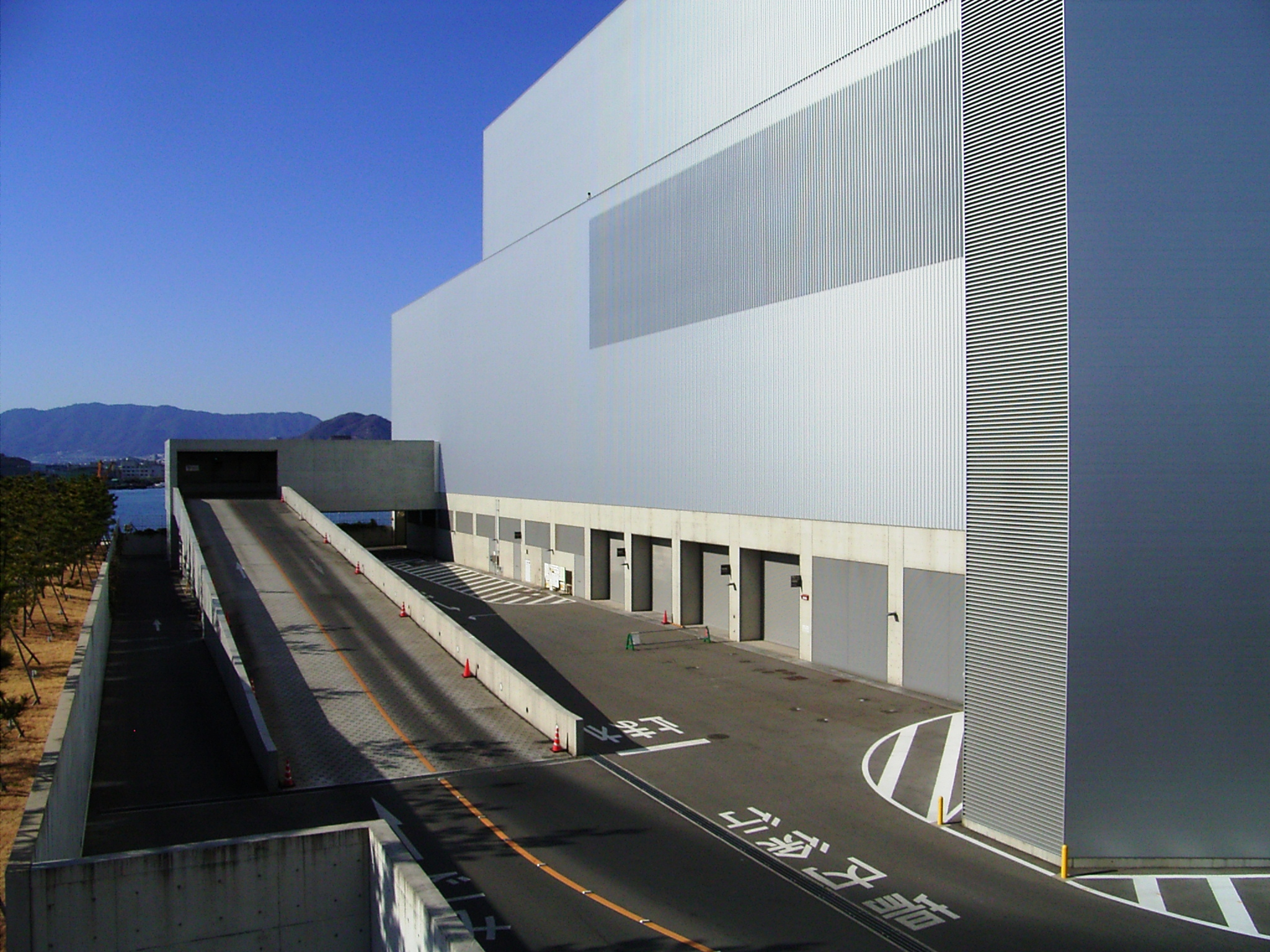
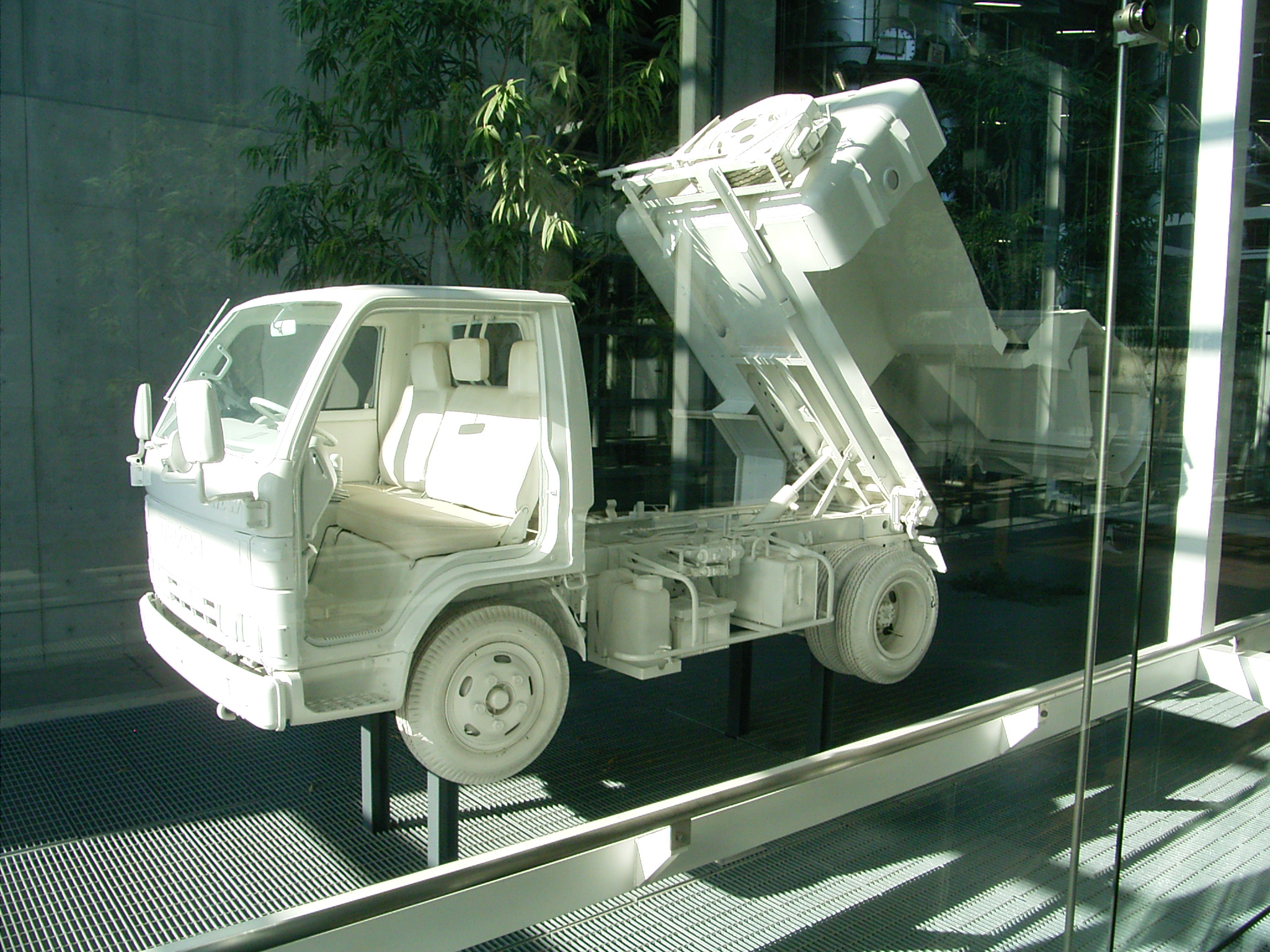
ゴミ運搬車オブジェ

## 建物
この建物は1995年被爆50周年にあたり広島市が優れたデザインの社会資本整備を進めてきた「ひろしま2045：平和と創造のまち」事業によって整備された公共施設にあたる。設計は谷口建築設計研究所（谷口吉生)、サインデザインは八木保。
まず特徴として、“平和の軸線”平和公園内の原爆ドーム・原爆死没者慰霊碑・広島平和記念資料館が作る広島市の南北の都市軸をそのまま施設に取り込んでいることが挙げられる。平和公園から続きゴミ運搬車の搬入路となる吉島通りの突き当りに建物があり、その同軸上に建物を貫くように1階がゴミ運搬車路・2階以上が「エコリアム」と呼ばれる吹き抜けの工場見学スペースとなっている。そこから更に抜けると海を展望できるデッキがある。

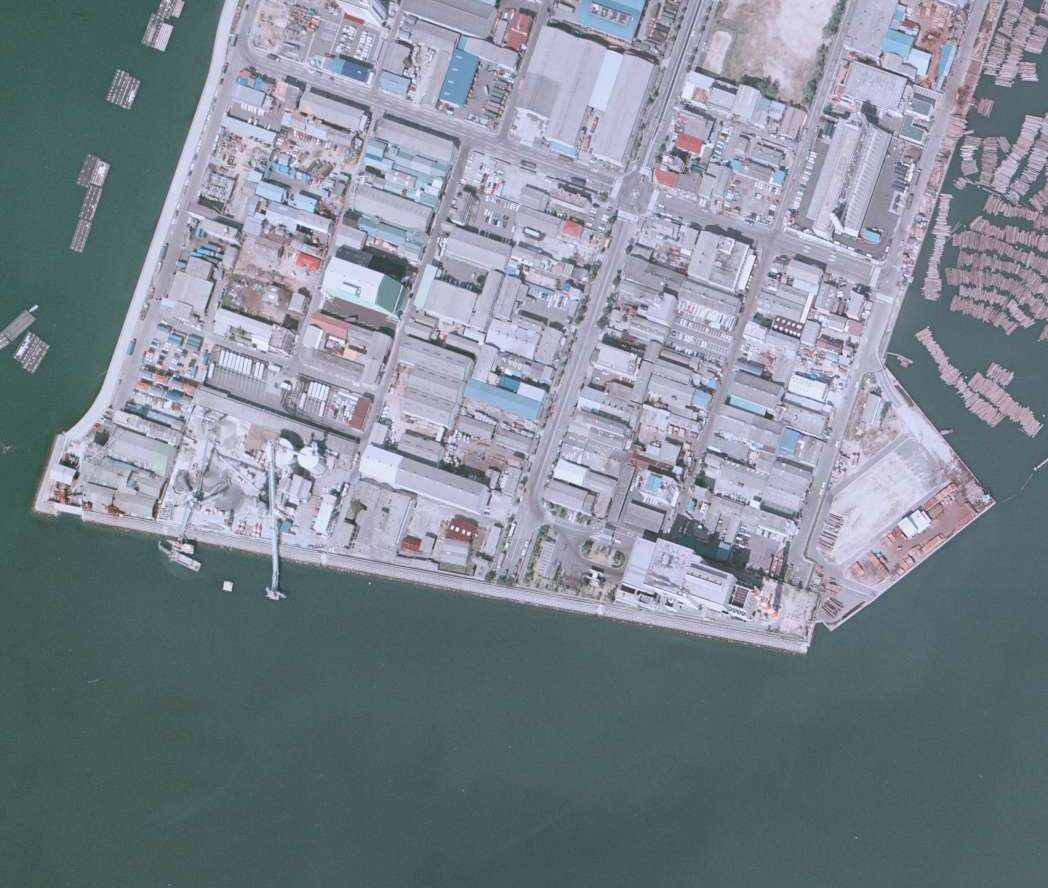
1981年[16]。旧工場は吉島通り突きあたりの東側（右側）にあった。
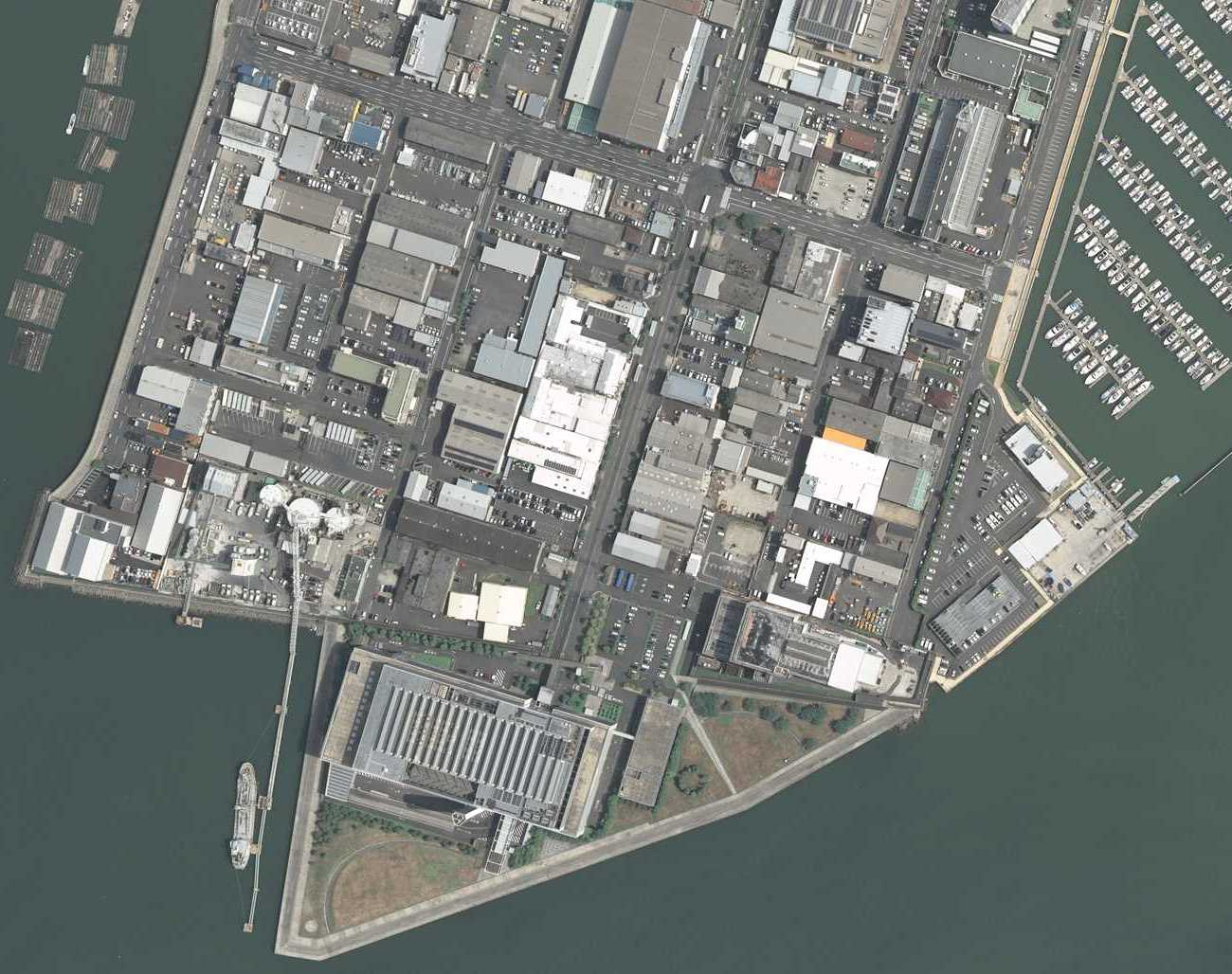
2018年[16]。吉島通りから展望デッキまで同一軸線上にある。この時点で旧工場は存在する（のち撤去）。

エコリアムを中心に回遊式でゴミ処理の過程を見学できる。空間はガラス張りで空気は脱臭処理され清潔感を演出し、ゴミ処理の各プラントを美術館の展示のように美しく見せている。その様子は、SF映画に出てくる宇宙基地のような雰囲気、と評されている。また屋内に樹木を植えクリーンなイメージを演出し、メタリックな設備との融合を果たしている。
旧工場を稼働させながら現工場を建て替えていたため、敷地南側の海面約43,000m2を埋め立てた上に建設している。旧工場跡地は現在駐車スペース。周辺は公園、自然と水辺のコミュニティ空間となっている。

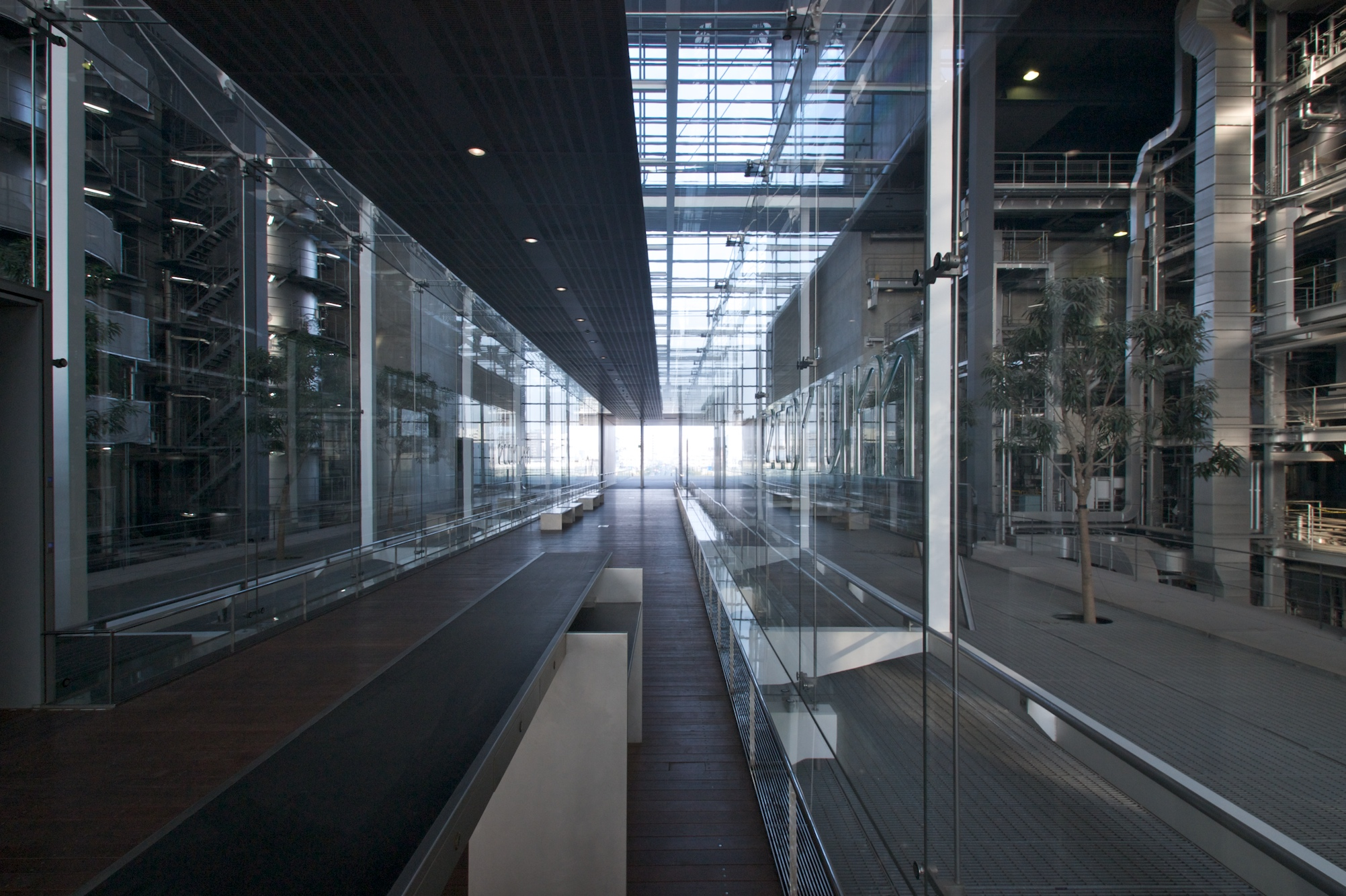
エコリアム
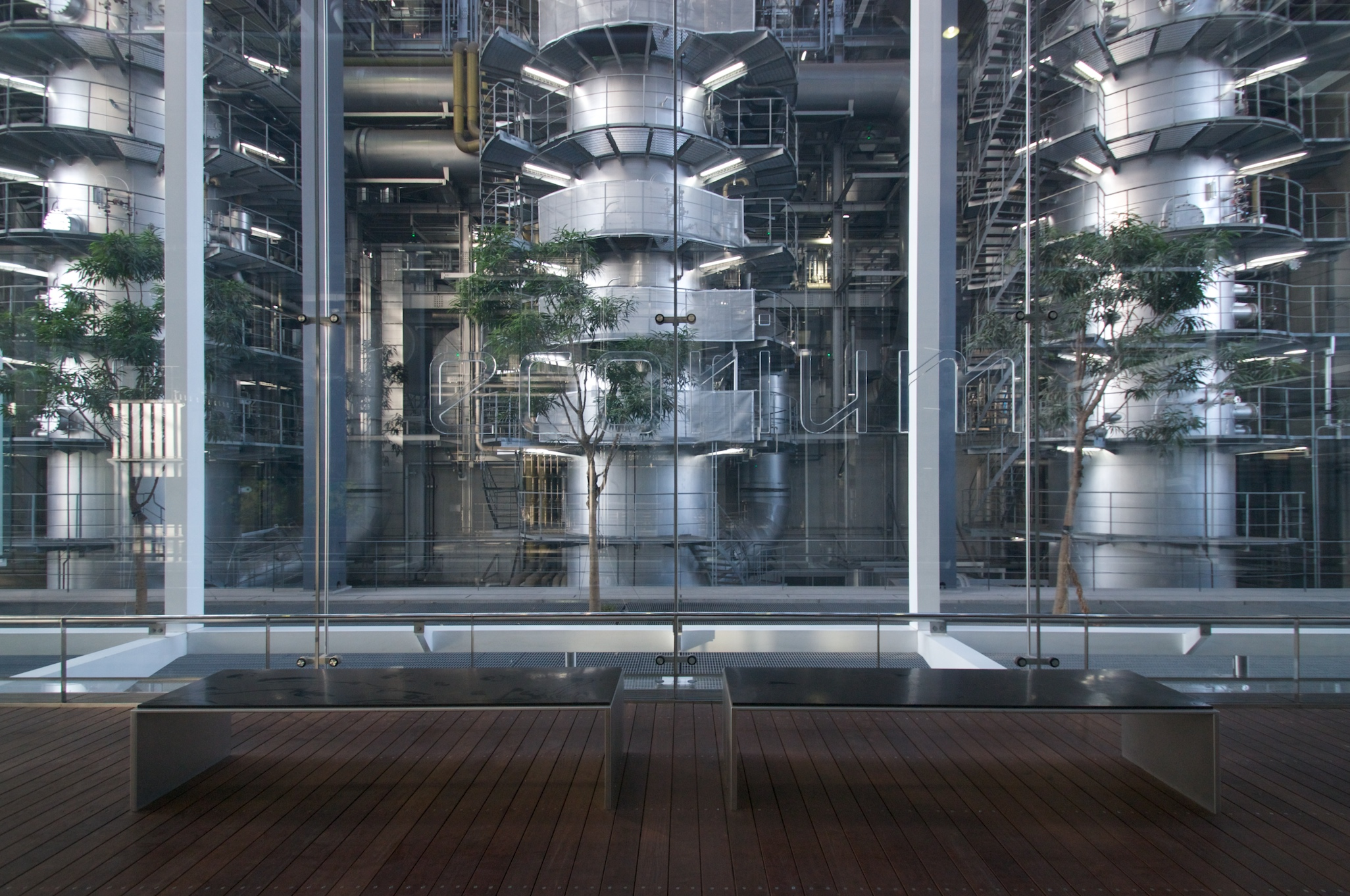
ガラスの向こうはガス吸収棟
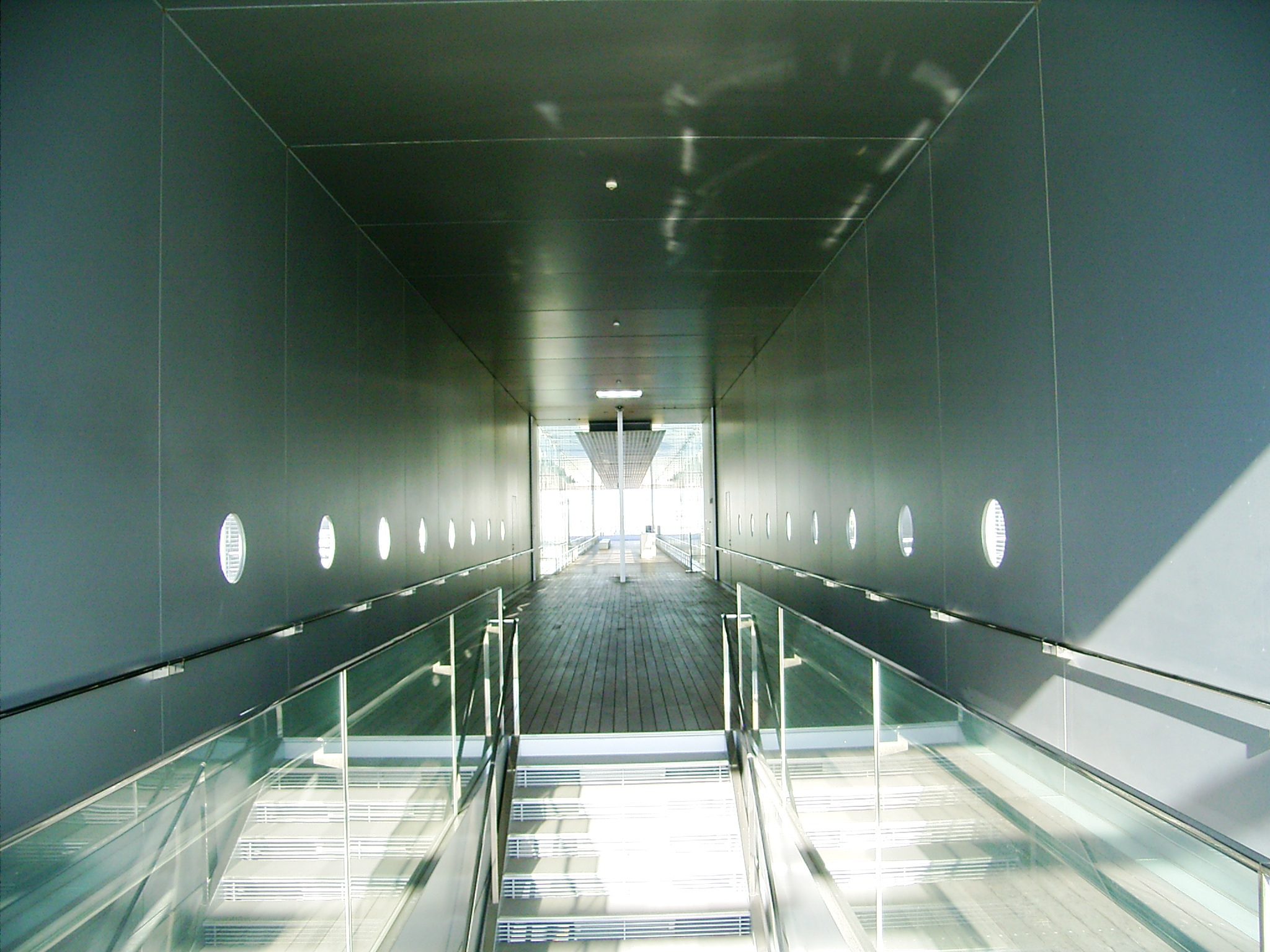
エコリアムから開放部
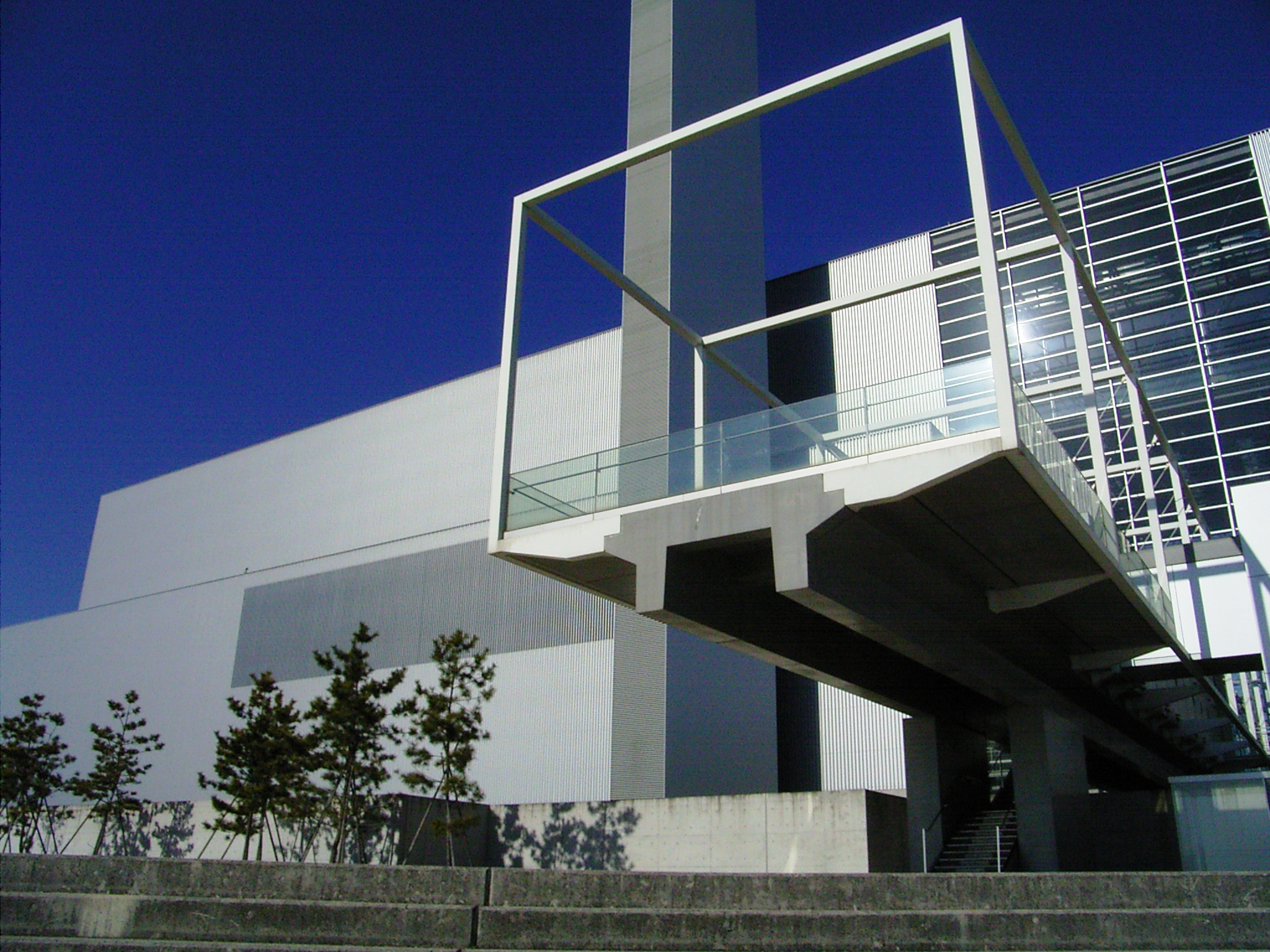
裏手（南側）の展望デッキ。

## 出来事
- 2011年（平成23年）4月17日、焼却灰を高温で溶かす「灰溶融炉」室内で火災が発生した[17]。灰溶融炉底部に穴が空き、そこから溶融物が流出し床を焼いた。人的被害はなし。翌2012年灰溶融炉は廃止された[17]。
- 2016年『秘密 -トップ・シークレット-』ロケ地に採用[18]
- 2019年からの新型コロナウイルス感染拡大に伴い、一時的に家庭ごみ自己搬入の自粛・施設見学の受け入れの中止処置が取られた。
- 2021年『ドライブ・マイ・カー』ロケ地に採用[15]
- 2023年『王様戦隊キングオージャー』ロケ地に採用[19]

## 交通
- 広島バス「南吉島」停留所下車、徒歩約5分